# Croptilon rigidifolium
Croptilon rigidifolium là một loài thực vật có hoa trong họ Cúc. Loài này được (E.B.Sm.) E.B.Sm. mô tả khoa học đầu tiên năm 1981.